# Кондрашина (Горноуральський міський округ)
Кондра́шина (рос. Кондрашина) — присілок у складі Горноуральського міського округу Свердловської області.
Населення — 21 особа (2010, 25 у 2002).
Національний склад станом на 2002 рік: росіяни — 88 %.